# Pittosporum eugenioides
Pittosporum eugenioides es un árbol nativo de Nueva Zelanda también llamado "lemonwood" (palo limón) o "tarata".

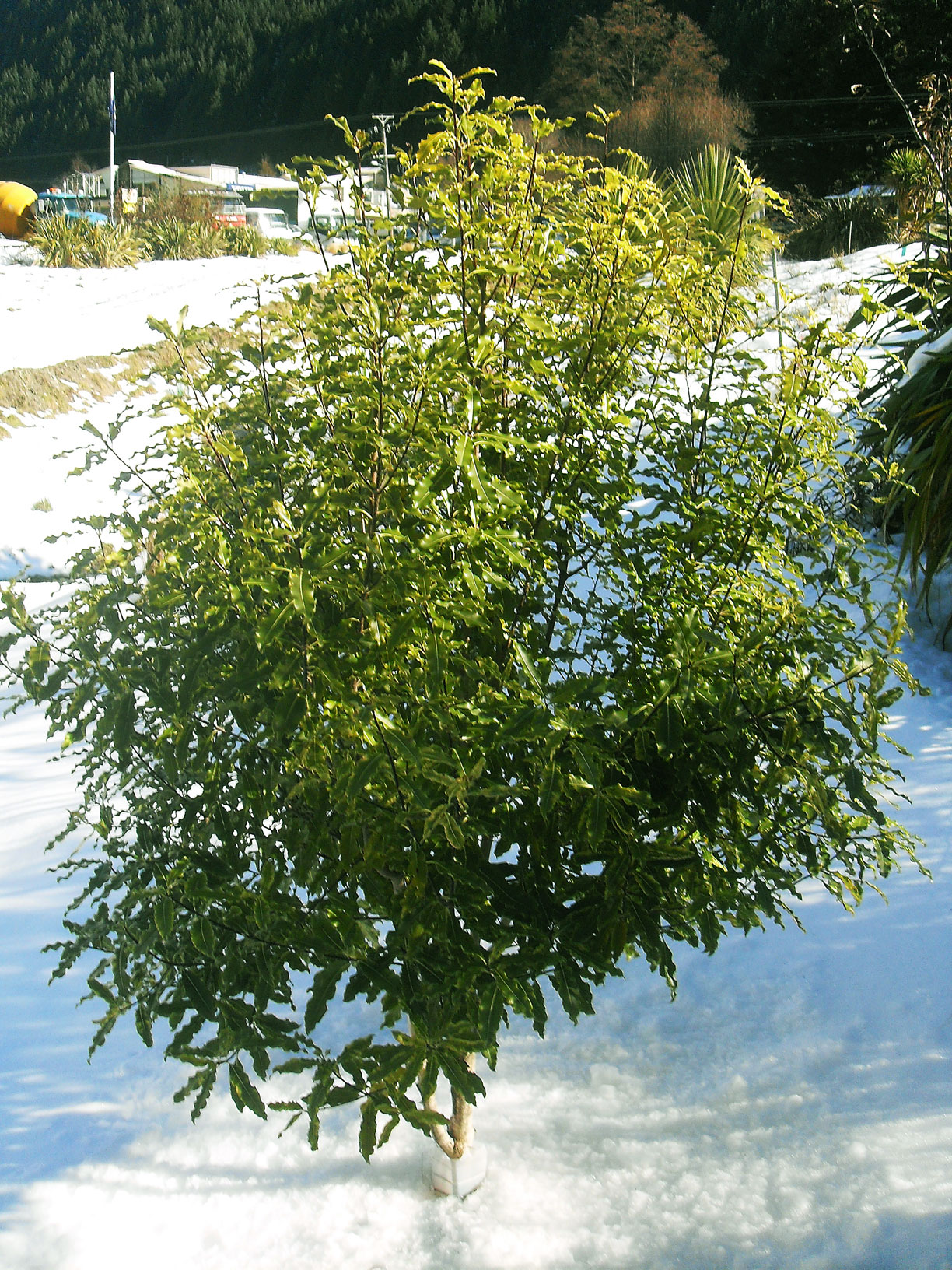
Vista de la planta

## Descripción
El tarata es un árbol que crece hasta 12 m de alto con un fuerte olor a limón. Tiene flores atractivas en octubre, seguidas por unas cápsulas de semillas negras. Se le encuentra en toda Nueva Zelanda a lo largo de los márgenes de los bosques y en los bancos de los ríos desde el nivel del mar hasta los 600 m s. n. m. Es el Pittosporum más grande de Nueva Zelanda.

## Usos tradicionales
Los maoríes tradicionalmente usaron la goma, hojas trituradas y flores para elaborar esencia de tatara. 
La variedad 'Variegatum' ganó el Award of Garden Merit de la Royal Horticultural Society's.

## Taxonomía
Pittosporum eugenioides fue descrita por Allan Cunningham  y publicado en Annals of Natural History 4: 106. 1839.
Etimología
Pittosporum: nombre genérico que deriva  del idioma griego πίττα (por πίσσα) 'resina' y σπόρος, 'semilla, simiente', o sea 'simientes pegajosas', pues las semillas están embebidas en una sustancia resinosa-viscosa blanquecina.
eugenioides: epíteto compusto latíno que significa "similar a Eugenia.
Sinonimia
- Pittosporum elegans Raoul
- Pittosporum enkianthoides R. Cunn. & Hueg. in Putterl.
- Pittosporum microcarpum Putterl.[3]